# マイケル・エルガン
マイケル・エルガン（英語: Michael Elgin、1986年12月13日 - ）は、カナダの男性プロレスラー。
本名、アーロン・フレーベル（英語: Aaron Frobel）。オンタリオ州トロント出身。元妻は女子プロレスラーのミスシェフ。

## 来歴
2004年、16歳でプロレスデビュー。2005年以降はアメリカ合衆国、カナダのインディー団体を転戦し、2007年にROHに初参戦する。2010年よりトゥルース・マルティーニ率いるハウス・オブ・トゥルース（The House of Truth）の一員として、同団体にレギュラー参戦する。2011年に同団体と正式に選手契約を交わし、入団する。サバイバル・オブ・ザ・フィットテストに出場し、優勝を果たした。
2012年5月25日、プロレスリング・ゲリラ（Pro Wrestling Guerrilla、略称 : PWG）に初参戦を果たし、ウィリー・マックとシングルマッチで対戦したが、敗戦。
2013年1月12日、PWG主催のタッグ・トーナメント、DDT4にブライアン・ケイジとのタッグ、アンブレイカブル F'n マシンズ（Unbreakable F'n Machines）として出場。一回戦で、PWG世界タッグ王座を保持するスーパー・スマッシュ・ブラザーズ（プレイヤー・ウノ & ステュープファイド組）と対戦。この試合に勝利を収め、同時に同王座の第27代王者組に輝く。同日、準決勝戦にて、ヤング・バックス（マット・ジャクソン & ニック・ジャクソン組）と対戦するも、敗戦。同時にPWGタッグ王座から陥落した。6月に女子プロレスラーのミスシェフと婚約を発表し、7月4日に結婚した。
2014年5月17日、ROH & 新日本プロレスの合同興行、WAR OF THE WORLDSのメインイベントに出場。AJスタイルズが保持するIWGPヘビー級王座に挑戦し、前IWGP王者であるオカダ・カズチカを交えたトリプルスレットマッチで対戦。試合はAJからピンフォール負けを喫し、王座奪取とはならなかった。
6月22日、Best in the World 2014にてアダム・コールが保持するROH世界ヘビー級王座に挑戦。この試合に勝利を収め、第20代王者に戴冠した。以降はマット・ハーディー、ロデリック・ストロング、カイル・オライリー、セドリック・アレキサンダー、サイラス・ヤング、トーマソ・シャンパを相手に防衛を重ねていく。9月6日、All Star Extravaganza 6にて、ジェイ・ブリスコを相手に8度目の防衛戦に臨んだが、ピンフォール負けを喫し同王座から陥落した。
2015年7月、新日本プロレス主催のリーグ戦、G1 CLIMAXに初出場、7月20日より同団体に初参戦を果たす。リーグ戦では4勝5敗という成績で予選落ちに終わったものの、驚異的なパワー殺法を各地で披露しファンの心を掴む。同年11月、新日本が主催するタッグリーグ戦、WORLD TAG LEAGUEに棚橋弘至とのタッグで出場した。

### 新日本プロレス
2016年3月3日、NEW JAPAN CUP（以下「NJC」と表記）開幕戦の試合開始前、エルガンが新日本と2年契約を交わし同団体に入団したことを発表した。同日、NJC一回戦にて、天山広吉を相手に新日本所属デビュー戦を行い、エルガンボムでピンフォール勝ちを収めた。翌4日、二回戦ではバッドラック・ファレにも勝利を収めた が、12日の準決勝戦で後藤洋央紀を相手に敗戦した。
4月10日、INVASION ATTACK 2016にて棚橋、ヨシタツとのトリオでNEVER無差別級6人タッグ王座を保持するジ・エリート（ケニー・オメガ & マット・ジャクソン & ニック・ジャクソン）に挑戦。最後はニックからピンフォール勝ちを収め、第5代王者組に戴冠する。試合後、リング上でオメガと一触即発の睨み合いとなり、オメガの保持するIWGPインターコンチネンタル王座（以下「IC王座」と表記）を賭けたタイトルマッチで対戦することが決定的となった。4月27日、Road to レスリングどんたく 2016博多スターレーン大会にて、IC王座を保持するオメガに挑戦。試合終盤にエルガンもリング上から場外に設置されたテーブルに向かってのパワーボムを見舞うといった荒々しいファイトを展開したが、最後はオメガの片翼の天使でピンフォール負けを喫し、エルガンの王座奪取とはならなかった。
その後、IC王座の次期挑戦者として棚橋の名前が挙がり5月21日に両者の前哨戦が組まれたが、この試合後に棚橋がBULLET CLUBの面々より左肩を負傷 し、シリーズを欠場することになった。棚橋の代わりとしてエルガンが代理挑戦者として名乗りを上げ、再びオメガと対戦することが決定した。
6月19日、DOMINION 6.19 in OSAKA-JO HALLのセミファイナルに登場し、ラダー・マッチ形式のタイトルマッチでオメガの保持するIC王座に再挑戦。ハードコアな攻防が続く中、エルガンは試合終盤で乱入してきたヤング・バックスの手によって手錠でコーナーに拘束され窮地に陥るも力づくで手錠をブチ切り、ラダーに登っていたオメガごとラダーを押し倒して場外へと排除。すぐさまラダーを立て直し、天井にぶら下がったIC王座を奪取し第14代王者に戴冠した。
6月23日、メキシコに遠征し現地でルチャ・リブレ・エリート（Lucha Libre Elite）が主催するトーナメント、カンペオナート・ムンディアル・エリーテ 2016に出場。一回戦でジンダー・マハルと対戦し勝利を収めた。翌々25日、二回戦でリオ・ラッシュ、準決勝戦でブラムを制し、決勝戦でボラドール・ジュニアと対戦。エルガンボムでピンフォール勝ちを収め、同大会を優勝し初代リーガエリーテ世界王者となった。2年連続G1 CLIMAXに出場、優勝決定戦に進出したオメガらに勝利し5勝を挙げた。
9月25日、IWGPインターコンチネンタル選手権で内藤哲也と対戦して敗れ、王座を逃した。
2018年6月9日大阪城ホールにて、NEVER無差別級3WAYマッチでタイチから3カウントを奪い（もう1人は王者の後藤洋央紀）、17代NEVER無差別級王者となった。
8月12日、日本武道館で開催された『G1 CLIMAX 28』はAブロック予選を勝ち点6で同点最下位5人の内の1人となって敗退。
2019年3月31日をもって契約満了につき、新日本プロレスを退団。

### 新日本離脱後
新日本離脱後は大日本プロレス、プロレスリング・ノアなどのリングに参戦していた。
2019年4月からインパクト･レスリングに入団するも、2020年6月に契約終了。
2022年4月30日、プロレスリング・ノア両国国技館大会に参戦。およそ2年4ケ月ぶりの来日となる。5月21日に行われた大田区総合体育館大会で、マサ北宮と組み、GHCタッグ王座を奪取。

## 得意技

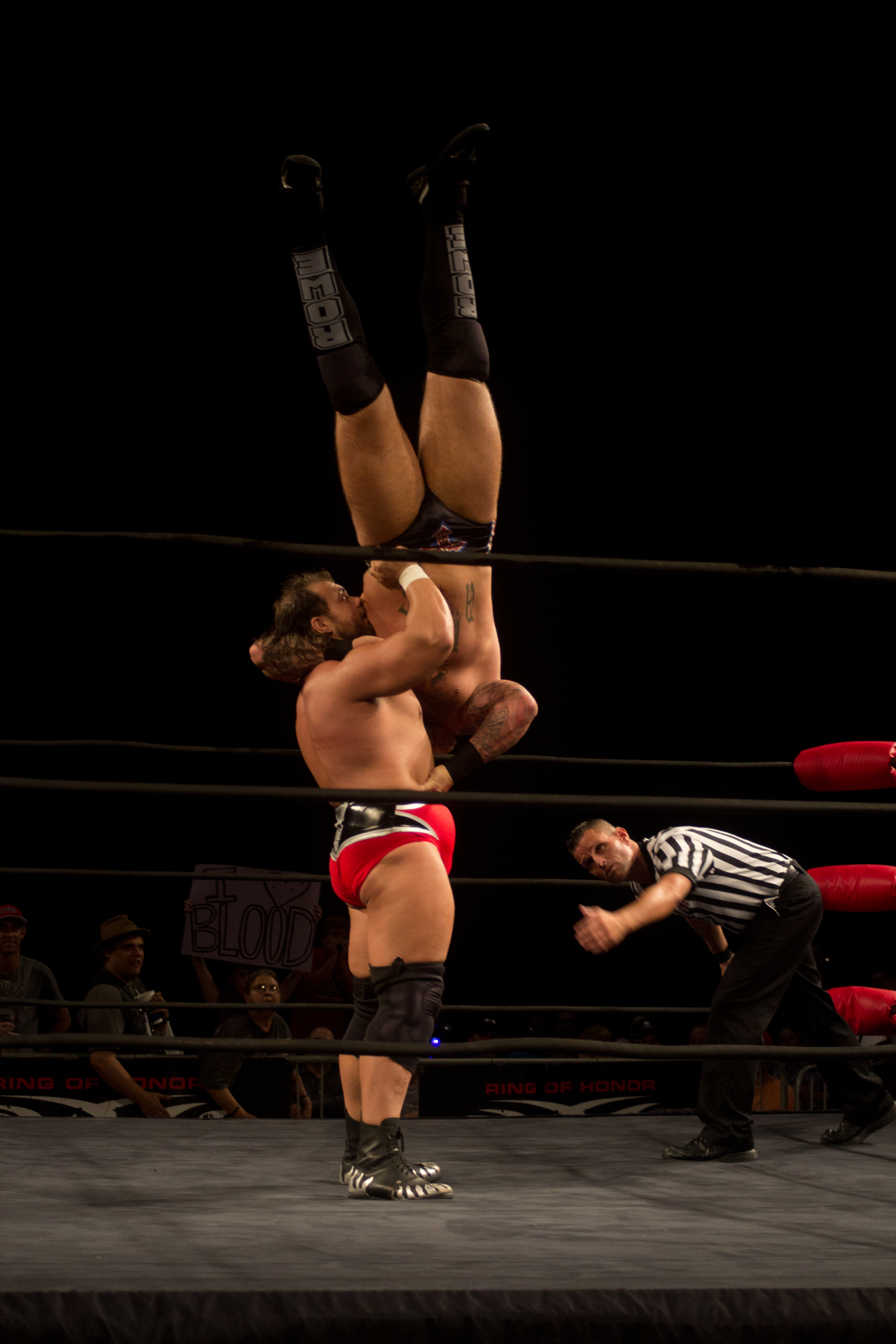
長滞空式ブレーンバスター

### フィニッシュ・ホールド

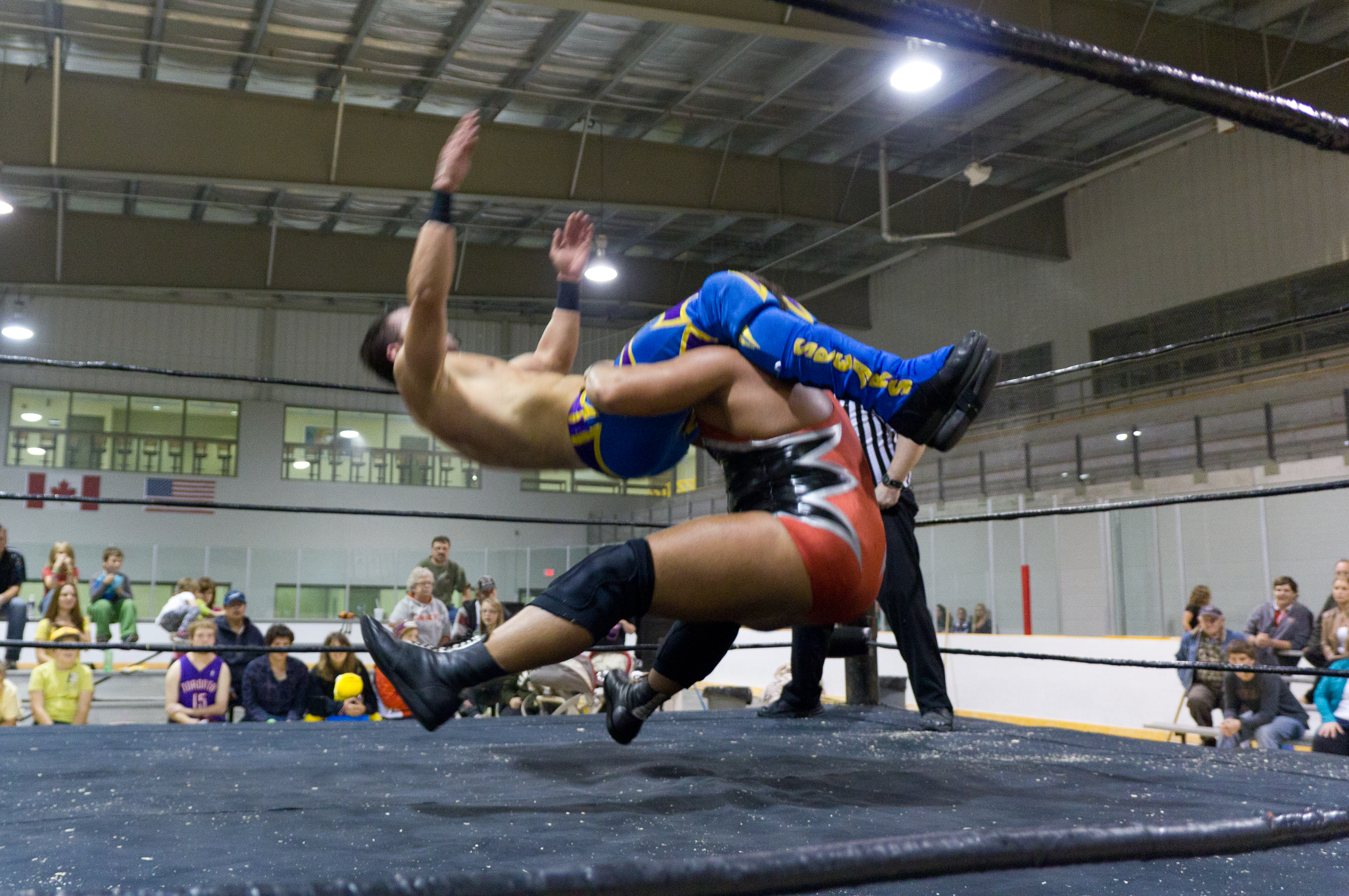
エルガンボム
現在のエルガンのフィニッシャー。大谷晋二郎が使用しているスパイラルボムと同型。
パワーボムの体勢で相手を抱え上げてコーナーポストに叩きつけた後にパワーボムの体勢相手を抱え上げたまま自ら旋回しつつ、そのまま尻餅をつくように相手をマットに叩きつける。
バーニングハンマー
エルガンがファンである小橋建太の使う技で、フィニッシャーとして使用する。
立っている相手を後ろからアルゼンチン・バックブリーカーの体勢に抱え上げてからそのまま相手の頭頂部から垂直に投げ落とす技。コーナートップにリングに向かって背を向くように相手を置き、アルゼンチン・バックブリーカーの体勢に抱え上げてから、相手の首を傾け座るように頭頂部から叩き落す技。2つのバージョンを使用する。
BTボム（ブラック・タイガー・ボム）
相手をカナディアン・バックブリーカーの体勢で肩の高さまでリフトアップして相手の右脇を左手で左脇を右手で、それぞれ掴み直して自身の両腕を上方向へと伸ばして相手の体をリフトアップして両腕の支えを外して相手の体を前方へと軽く放り投げて落下する相手の腰を両手で抱え込みながら尻餅をつき、相手の背中を自身の両足の間へ叩きつける。雪崩式で使用する事もある。
ビッグマイクフライフロー
いわゆるフロッグスプラッシュ。技名はエルガンのタッグパートナーである棚橋のハイフライフローから。

### 打撃技
ラリアット
バックハンドブロー
エルボー
通常のエルボーと、スライディング式の2種類を使用する。
エルボー・スタンプ
ローリング・エルボー
ハンマーブロー
バック・ハンド・チョップ
ビックブーツ
延髄斬り
ジャンピングフロントハイキック

### 投げ技
パワーボム
シットダウン・パワーボム
トルネードボム
ターンバックルパワーボム
コーナーのターンバックル目掛けて投げっぱなし式のパワーボムを見舞う。エルガンボムへの繋ぎ技として使用。
バーティカル・スープレックス
ブレーンバスターの体勢で相手を垂直に抱え上げた状態で静止し、長時間溜めを作ってから叩きつける。相手が足をバタつかせ崩れそうになっても、クラッチを放さず再度垂直に持ち上げるなど自身のパワーを誇示したパフォーマンスを見せる。
スーパープレックス
ジャーマンスープレックス
投げっ放し式、ロコモーション式などを使用する。
ドラゴンスープレックス
デットリフトジャーマンスープレックス
うつ伏せに倒れた相手の足側に移動して相手の腰を両腕で抱え込み、自身の両手を相手の、へそのあたりでクラッチして投げられまいと踏ん張る相手の体を強引に抱えて、相手を後方へと反り投げる。
雪崩式ぶっこ抜き式ファルコンアロー
セカンドロープに乗りながらエプロンサイドに立っている相手をブレーンバスターの体勢で捕らえ、そのまま強引に垂直に持ち上げながらリング内に相手を背中からマットに叩きつける。
旋回式サイドバスター
カウンターで使用する。
ターンバックル・デスバレーボム
アバランシュホールド
リフトアップ状態から叩きつけたり、エプロンでトップロープを挟んでロープの反動を利用して叩きつけるなどバリエーションが多い。

### 締め技
クロスフェイスロック

### 飛び技
ヴァルキリースプラッシュ
リング内に仰向けに倒れている相手に対して、トップコーナーから捻りを加えながらセントーンのように体を浴びせていく。

### 合体技
ハイフライフロー・フロム・エルガン・パート1　（w/棚橋弘至）
エルガンが棚橋をリフトアップスラムで投げ、そのまま棚橋が場外の相手にハイフライフローを敢行する。
ハイフライフロー・フロム・エルガン・パート2　（w/棚橋弘至）
エルガンが棚橋を持ちあげ振り子のように反動をつけてハイフライフローの形で相手に叩きつける。
合体雪崩式エルガンボム

## タイトル歴
新日本プロレス
- IWGPインターコンチネンタル王座 : 1回（第14代）
- NEVER無差別級王座 : 1回（第18代）
- NEVER無差別級6人タッグ王座 : 1回（第5代, w / 棚橋弘至 & ヨシタツ）
- ニュージャパンランボー 優勝（2017年）

プロレスリング・ノア
- GHCタッグ王座 : 1回（第60代, w / マサ北宮）

AAW
- AAWヘビー級王座 : 1回（第13代）
- AAWタッグチーム王座 : 1回（第22代, w / イーサン・ペイジ）
- AAWヘリテイジ王座 : 1回（第14代）

IWAミッドサウス
- IWAミッドサウス・ストロングスタイル王座 : 1回
- レボリューション・ストロングスタイル・トーナメント 優勝 : 1回（2014年）

PWG
- PWG世界タッグ王座 : 1回（第27代, w / ブライアン・ケイジ）

ROH
- ROH世界王座 : 1回（第20代）
- サバイバル・オブ・ザ・フィットテスト 優勝 : 2回（2011年、2015年）

ルチャ・リブレ・エリート
- リーガ・エリーテ世界王座 : 1回（初代）
- カンペオナート・ムンディアル・エリーテ 優勝 : 1回（2016年）

CMLL
- インターナショナル・グランプリ 優勝 : 1回（2018年）

日本インディー大賞
- ベストバウト（2019年）

## 入場テーマ曲
- UNBREAKABLE[23]

新日本プロレス移籍後の入場曲。
- Incubus / Prometheus-X

ROH所属時代の入場曲。